# Азербайджан на зимних Олимпийских играх 2014

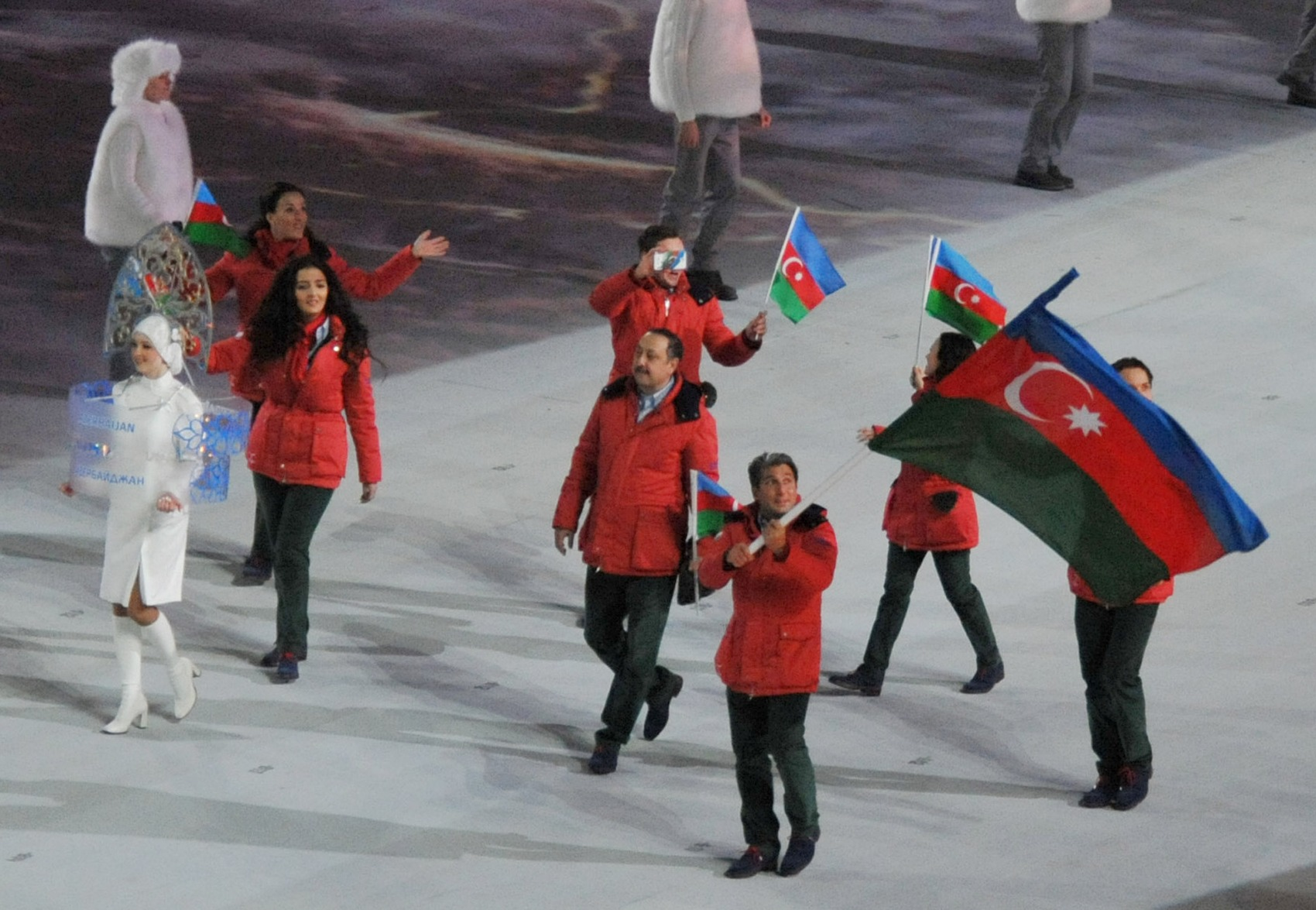
Делегация Азербайджана на церемонии открытия Олимпийских игр 2014

Азербайджан на зимних Олимпийских играх 2014 года был представлен национальной сборной из 4 спортсменов в 2 видах спорта. Это горнолыжники Патрик Брахнер и Гайя Бассани Антивари и танцевальная пара Юлия Злобина и Алексей Ситников в фигурном катании (все спортсмены — выходцы из других стран). На церемонии открытия Олимпийских игр знаменосцем сборной был президент Федерации фигурного катания Азербайджана Рахман Халилов. На официальной церемонии открытия игр в Сочи присутствовали  Президент Азербайджана Ильхам Алиев и его супруга Мехрибан Алиева.

## Результаты соревнований

### Горнолыжный спорт

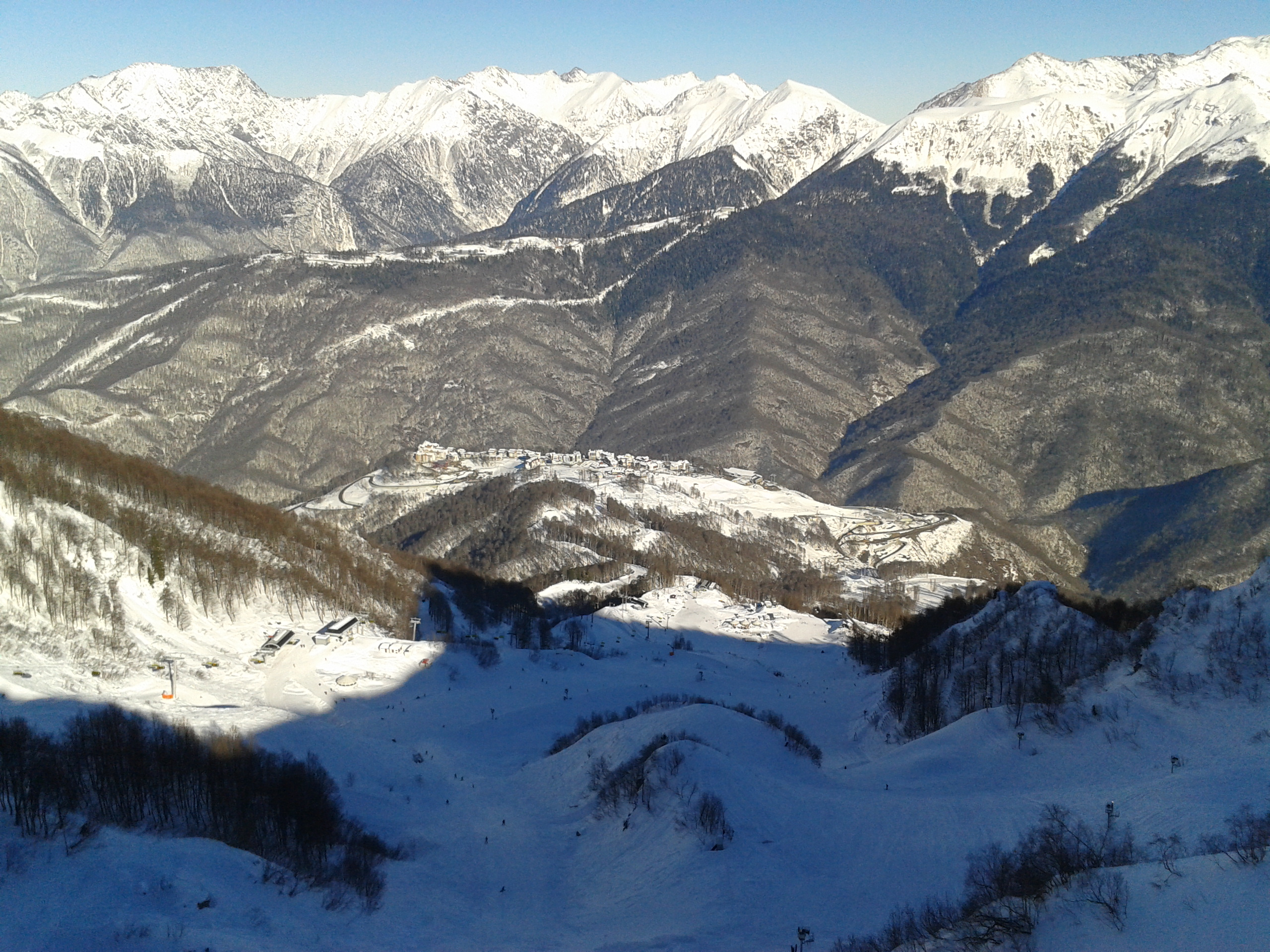
Вид на горнолыжные трассы в горнолыжном курорте Роза Хутор, где пройдут соревнования по горнолыжному спорту

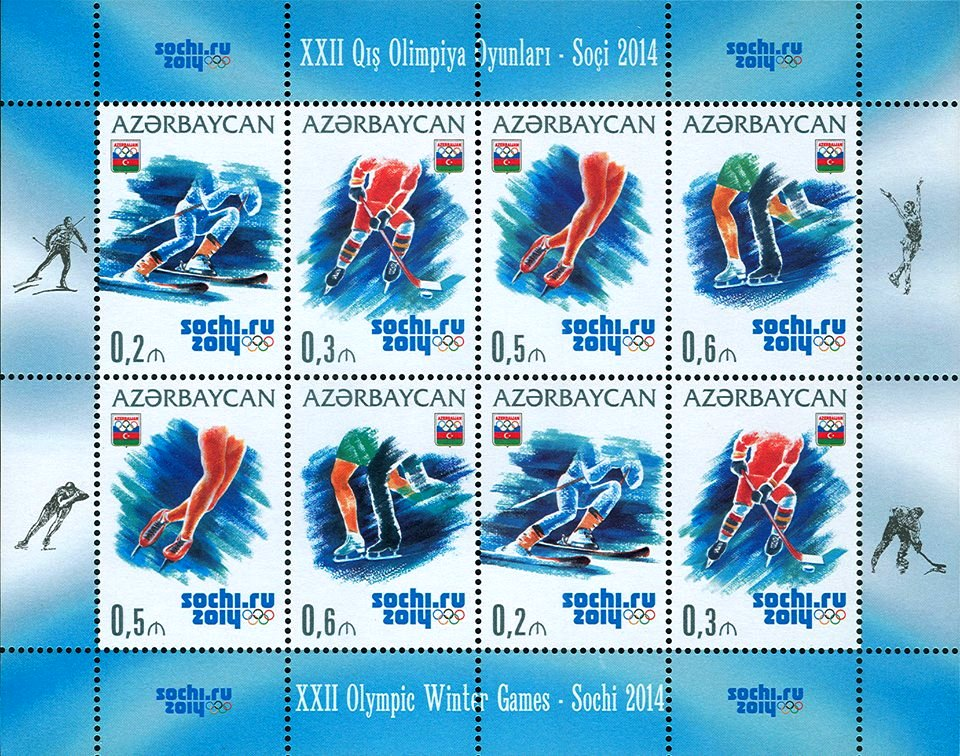
Почтовый блок Азербайджана 2014 года, посвящённый зимним Олимпийским играм в Сочи

В горнолыжном спорте Азербайджан представят Патрик Брахнер и Гайя Бассани Антивари, которая представляла Азербайджан и на Олимпийских играх 2010 года в Ванкувере.
Первую лицензию в горнолыжном спорте для Азербайджана завоевал Патрик Брахнер, заняв 37-е место в соревнованиях по слалому на чемпионате мира по горнолыжному спорту в австрийском городе Шладминг.
Вторую лицензию для Азербайджана в этом виде спорта завоевал Седрик Ноц, заняв в 2013 году 23-е место в горнолыжном слаломе в ходе первого открытого чемпионата Азербайджана по горнолыжному спорту, прошедшему в болгарском городе Банско. Ноц заработал 152 рейтинговых балла, что и позволило ему отобраться на сочинскую Олимпиаду (минимально требуется 140). Седрик Ноц представлял Азербайджан и на Олимпиаде 2010. Однако, 5 февраля 2014 года стало известно, что Ноц не примет участия на играх. Причиной этого стало то, что в слаломе от каждой страны имеет право участвовать только один спортсмен, и Национальный олимпийский комитет Азербайджана отдал предпочтение Патрику Брахнеру.
В гигантском слаломе Патрик Брахнер выступил 19 февраля и занял 53-е место. В соревнованиях по слалому Гайя Бассани Антивари должна была выступить 21 февраля, но не стартовала, а Брахнер в этой дисциплине выступил 22 февраля, однако не финишировал.
| Спортсмен             | Дисциплина        | 1-й спуск      | 1-й спуск      | 2-й спуск      | 2-й спуск      | Всего          | Всего          |
| Спортсмен             | Дисциплина        | Время          | Место          | Время          | Место          | Время          | Место          |
| --------------------- | ----------------- | -------------- | -------------- | -------------- | -------------- | -------------- | -------------- |
| Патрик Брахнер        | Гигантский слалом | 1:31.32        | 60             | 1:32.31        | 53             | 3:03.63        | 53             |
| Патрик Брахнер        | Слалом            | Не финишировал | Не финишировал | Не финишировал | Не финишировал | Не финишировал | Не финишировал |
| Гайя Бассани Антивари | Слалом            | Не стартовала  | Не стартовала  | Не стартовала  | Не стартовала  | Не стартовала  | Не стартовала  |

### Фигурное катание
В фигурном катании Азербайджан представит танцевальная пара Юлия Злобина и Алексей Ситников. Дуэт Юлия Злобина — Алексей Ситников завоевал лицензию в спортивных танцах на чемпионате мира по фигурному катанию в канадском городе Лондоне, на которой занял 16-е место. Это была вторая лицензия для Азербайджана на Олимпиаду в Сочи.
Старшим тренером сборной Азербайджана по фигурному катанию является Игорь Луканин, представлявший Азербайджан на Олимпийских играх 2006 года в Турине. Подготовкой спортсменов занимается также тренер по фигурному катанию Игорь Шпильбанд.
16 февраля пара выступила в короткой программе, на которой заняла 14-е место. На следующий день в то же время пара выступила в произвольной, на которой заняла 11-е место. В итоге команда из Азербайджана завершила Олимпийские игры на 12-м месте с 148.63 баллами.
| Спортсмен                     | Соревнование  | КТ    | КТ    | ПТ    | ПТ    | Всего  | Всего |
| Спортсмен                     | Соревнование  | Баллы | Место | Баллы | Место | Баллы  | Место |
| ----------------------------- | ------------- | ----- | ----- | ----- | ----- | ------ | ----- |
| Юлия Злобина Алексей Ситников | Танцы на льду | 58.15 | 14    | 90.48 | 11    | 148.63 | 12    |